# 渡辺信一郎 (アニメ監督)
渡辺 信一郎（わたなべ しんいちろう、1965年5月24日 - ）は、京都府綾部市出身のアニメ演出家、アニメ監督、音楽プロデューサー。

## 経歴
高校卒業後、アニメ制作会社日本サンライズ（現サンライズ）に入社する（同期は赤根和樹）。制作進行をへて、1987年の『ダーティペア』OVAシリーズにて演出家デビュー。
『機動戦士ガンダム0083 STARDUST MEMORY』（演出・絵コンテ）などを経て、1994年の『マクロスプラス』にて監督デビュー（総監督は河森正治）。この作品に参加したスタッフが再び集った1998年の『カウボーイビバップ』では、スタイリッシュな映像・音楽センスを発揮し、国内外で熱心なファンを生む人気作となった。
2004年の『サムライ・チャンプルー』以降、実写やアニメのオリジナル企画に携わりながら実現しない期間が続く。2012年に初の漫画原作ものとなる『坂道のアポロン』で久々に監督復帰し、2014年は『スペース☆ダンディ』『残響のテロル』というオリジナル2作品を監督した。
ハリウッドの製作者からも作品を評価されており、『マトリックス』や『ブレードランナー』といったSF映画に関するショートアニメの制作を依頼されている。

## 人物
- 少年時代に影響を受けたアニメは『天才バカボン』と『ルパン三世』（ともにテレビ第1シリーズ）で、独特の大人っぽい雰囲気に惹かれたという[3]。また、中学〜高校時代にもっとも影響を受けたものとして、イエロー・マジック・オーケストラ（YMO）の存在を挙げており、いつかYMOに音楽を依頼することが究極の野望と語っている[4]。
- 学生時代はアニメ・実写に関係なく、漠然と映画監督になりたいと思っていたが[5]、『うる星やつら2 ビューティフル・ドリーマー』（押井守監督）と『すかんぴんウォーク』（大森一樹監督）の映画2本立てを見て、アニメの方が可能性があると感じたという[3]。また、『超時空要塞マクロス 愛・おぼえていますか』の監督（河森正治）が20代半ばと聞き、アニメは若くても監督になれそうでいいなとも思ったという[3]。
- 音楽が趣味と言うだけあって、音響に対するこだわりが強い。アニメ業界では音へのこだわりが少ないことに不満を覚えていたが[6]、『マクロスプラス』で菅野よう子と組んだとき「音楽の付け方次第でシーンの意味合いが変わる」ことの面白さに目覚め[5]、以来選曲は自分の判断で行っている[7]。『カウボーイビバップ』ではジャズ、『サムライチャンプルー』ではヒップホップを取り入れた他、『マインド・ゲーム』で音楽プロデューサーとしてデビュー。以降の作品にも音楽制作面で積極的に関わり、国内外のアーティストをアニメ音楽に参加させる橋渡し的な役割も果たしている[8]。
- 『映画秘宝』のインタビュー本で、ドン・シーゲル『ダーティハリー』とロバート・クローズ『燃えよドラゴン』を別格の2本とした上で、自身のベスト10（「禍々しい映画」10本）として、
  - ジャン＝リュック・ゴダール『気狂いピエロ』
  - ルネ・クレマン『狼は天使の匂い』
  - 村川透『野獣死すべし』
  - ジャン＝ピエール・メルヴィル『仁義』
  - 鈴木清順『殺しの烙印』
  - 勝新太郎『顔役』
  - ロバート・アルトマン『ロング・グッドバイ』
  - 長谷川和彦『太陽を盗んだ男』
  - アレックス・コックス『レポマン』
  - サム・ペキンパー『ガルシアの首』を選び、
  - フランシス・フォード・コッポラ『ゴッドファーザー』と
  - マーティン・スコセッシ『タクシードライバー』

も好きな映画に挙げている。
- メディアや人前に登場する際には常にサングラスを着用している。

## 参加作品

### テレビアニメ
- 蒼き流星SPTレイズナー（1985年） 3・7・12・17・21・26・31・36話制作進行
- オバタリアン（1990年） 各話演出
- つる姫じゃ〜っ!（1990年） 絵コンテ、演出
- 魔神英雄伝ワタル2（1990年） 17・22・27話絵コンテ・演出
- 元気爆発ガンバルガー（1992年） 43話絵コンテ、5話演出、40話絵コンテ・演出
- ママは小学4年生（1992年） 42話絵コンテ
- 疾風!アイアンリーガー（1993年） 20話絵コンテ、10話絵コンテ・演出
- 剣勇伝説YAIBA（1993年） 18話絵コンテ
- 新機動戦記ガンダムW（1995年） 34話絵コンテ（高松信司と共同）
- 天空のエスカフローネ（1996年） 12・16話絵コンテ、5・8話絵コンテ・演出
- カウボーイビバップ（1998年） 監督[10]、1・2・5・9・17・25・26話絵コンテ、17話（横手美智子と共同）・21話（村井さだゆきと共同）脚本
- サムライチャンプルー（2004年） 監督、1話絵コンテ・演出、12話脚本・絵コンテ、14（村瀬修功と共同）・17話絵コンテ、23話・25話脚本、26話脚本・絵コンテ（横山彰利と共同）・演出（山本沙代と共同）
- 交響詩篇エウレカセブン（2005年） 第三期エンディング
- ノエイン もうひとりの君へ（2005年） 22話絵コンテ
- Ergo Proxy（2006年） 19話絵コンテ
- 鉄腕バーディー DECODE（2008年） 12話絵コンテ
- ミチコとハッチン（2008年） 音楽プロデューサー
- STAR DRIVER 輝きのタクト（2010年） OP絵コンテ/演出
- 坂道のアポロン（2012年） 監督、1話絵コンテ、12話絵コンテ・演出
- LUPIN the Third -峰不二子という女-（2012年） 音楽プロデューサー
- スペース☆ダンディ（2014年） 総監督、1・9話脚本、OP絵コンテ/演出
- 残響のテロル（2014年） 原案、監督、1話絵コンテ、11話絵コンテ・演出
- デス・パレード（2015年）ED演出
- キャロル&チューズデイ（2019年） 総監督、1話・12話・24話絵コンテ、12話・24話脚本
- Sonny Boy（2021年） 音楽アドバイザー
- LAZARUS ラザロ（2025年）原作・監督[11]、1話脚本・絵コンテ、12話・13話脚本

### OVA
- ダーティペア（1987年 - 1988年） 3・7・9話演出
- 機甲猟兵メロウリンク （1988年 - 1989年） 2・5・8・11話演出
- カプリコン（1991年） 絵コンテ・共同
- 機動戦士ガンダム0083 STARDUST MEMORY（1991年） 1・8・12話演出、3・6・10話絵コンテ・演出
- マクロスプラス（1994年） 監督
- アニマトリックス（2003年） 「キッズ・ストーリー（Kid's Story）」「ディテクティブ・ストーリー（A Detective Story）」監督

### 劇場アニメ
- 機動戦士ガンダム0083 ジオンの残光（1992年） 絵コンテ・演出
- マクロスプラス MOVIE EDITION（1995年） 監督
- COWBOY BEBOP 天国の扉（2001年） 監督
- マインド・ゲーム（2004年） 音楽プロデューサー
- t.A.T.u. PARAGATE（2004年） OP演出（制作中止）
- Genius Party＜ジーニアス・パーティ＞（2007年） 『BABY BLUE』監督・音楽プロデューサー
- 機動戦士ガンダム 閃光のハサウェイ（2021年） 絵コンテ

### Webアニメ
- ブレードランナー ブラックアウト2022（2017年） 監督・脚本

### その他コンテンツ
- Nike CM 恐怖の部屋：自分の恐怖（2004年、CM） 監督
- フライング・ロータス「More」（2019年、アニメーションMV） 監督

## 関連書籍
- 別冊ele-king 渡辺信一郎のめくるめく世界 （ele-king Books、2025年、ISBN 9784910511917）
- 渡辺信一郎の世界 『カウボーイビバップ』から『LAZARUS ラザロ』まで （KADOKAWA、2025年、ISBN 9784046848796